# Mercado Municipal de São José do Rio Preto
O Mercado Municipal de São José do Rio Preto é um importante mercado público da cidade de São José do Rio Preto, São Paulo, Brasil. Foi inaugurado em 19 de julho de 1944 para ser um entreposto comercial de atacado e varejo, especializado na comercialização de frutas, verduras, cereais, carnes, temperos e outros produtos alimentícios. O mercado localiza-se no centro de São José do Rio Preto.
Localiza-se no centro da cidade.

## Infraestrutura
O prédio possui características do Movimento Art Déco, com volumes arredondados, corpo central como elemento verticalizam-te, elementos geométricos salientes em volta das esquadrias e paredes, esquadrias esféricas, platibandas em níveis diferentes, pilares arredondados e marquises.
Ao todo, o local dispõe de 1.688 metros quadrados e cerca de 100 instalações comerciais, entre boxes e bancas.
No início, as atividades eram limitadas à venda de produtos alimentícios, peças de barro, buchas secas, vassouras, cestas e peneiras de taquara. Atualmente, é possível encontrar um grande variedade de produtos, de flores, revistas e até artigos exotéricos. 

## Patrimônio histórico
O Mercadão foi tombado como patrimônio histórico do município pelo Comdephact - Conselho Municipal de Defesa do Patrimônio Histórico, Artístico, Cultural e Turístico, em 2004. Três anos depois, foi eleito pela população como uma das sete maravilhas da cidade. 